# Без ответа
«Без ответа» (с англ. Ghosted, дословно — «подвергнувшийся гостингу») — американский фильм режиссёра Декстера Флетчера в жанре комедийного экшн-боевика. Главные роли исполнили Крис Эванс и Ана де Армас. Премьера состоялась 21 апреля 2023 года на Apple TV+.

## Сюжет
На фермерском рынке в Вашингтоне, округ Колумбия, Сэди Роудс, которая путешествует одна, встречает очаровательного и открытого Коула Тёрнера. Они проводят вместе приятный вечер, который заканчивается сексом. Коул, вернувшись домой, несколько раз пишет Сэди, но она не отвечает ни на одно сообщение. Сестра предполагает, что девушка «гостит» его. Родители подталкивают Коула к безумной идее — поехать в Лондон и удивить её, узнав местоположение с помощью трекера на его ингаляторе, который он случайно оставил в сумке Сэди.
В Лондоне Коула похищают торговцы оружием, приняв его за легендарного агента ЦРУ по прозвищу «Налоговик». Перед тем как его собираются пытать с помощью полчищ насекомых, чтобы выведать код доступа, его спасает Сэди, которая раскрывает, что она и есть тот самый «Налоговик». После стремительной погони им удаётся сбежать от похитителей, работающих на Левека — опального агента французской разведки, пытающегося продать украденное биологическое оружие под кодовым названием «Ацтек». Именно для этого ему нужен тот самый код доступа.
Оказавшись в укрытии в ближайшем городе, Коул и Сэди ссорятся из-за взаимного обмана и встречают Марко, друга и бывшего любовника Сэди. Марко намекает Коулу, что для Сэди её работа всегда стоит на первом месте — даже выше жизни тех, кто ей дорог, но соглашается помочь ему вернуться домой. Их планы рушатся, когда за Коулом начинают охотиться наёмники — Левек поставил за его голову щедрую цену. Марко погибает, но наёмники убивают друг друга. Узнав, что Левек ищет код доступа, Сэди решает использовать Коула как приманку, чтобы вернуть «Ацтек».
Сэди доставляет Коула к Левеку, который оставляет своего подручного, Вагнера, на самолёте вместе с Сэди, Коулом и запертым кейсом с «Ацтеком». Их прикрытие разоблачают, когда Вагнер находит фото Сэди и Коула в постели на телефоне Коула. Но Коул прыгает с парашютом, удерживая кейс и раненую Сэди. Приземлившись на острове Сокотра, он применяет неожиданные фермерские навыки, чтобы остановить кровотечение и облегчить её состояние, и их связь укрепляется. Однако на парочку снова нападают люди Левека, и Вагнер сбегает с кейсом. На помощь Коулу и Сэди прибывают морские пехотинцы США.
В штаб-квартире ЦРУ Сэди лишают допуска после провала миссии и потери «Ацтека». Она пытается извиниться за то, что подвергла Коула опасности, но он обижен на неё, потому что она ставит миссию превыше всего остального. Однако он помогает расшифровать код доступа и соглашается продолжать притворяться «Налоговиком», чтобы заманить Левека.
Левек назначает Коулу встречу во вращающемся ресторане вместе со своим покупателем, мистером Утами, и убивает агентов, следивших за Коулом. Сэди приходит на помощь, восстанавливая доверие Коула, и продаёт код Утами за 10 миллионов долларов. Тут же она объявляет награду за голову Левека. Внезапно их окружают наёмные убийцы.
Начинается перестрелка, и ресторан выходит из строя, неуправляемо раскручиваясь. Левек убивает Утами, а Коул расправляется с Вагнером, бросив его в механизм. Сэди удаётся избавиться от Левека и спасти устройство «Ацтек». Сэди и Коул вновь вместе — теперь по-настоящему. Девушка знакомится с семьёй Коула, и даже во время её миссий они умудряются находить время друг для друга.

## В ролях
- Крис Эванс — Коул Тёрнер
- Ана де Армас — Сэди Роудс
- Эдриен Броуди — Левек
- Майк Мо — Вагнер
- Тейт Донован — отец Коула
- Эми Седарис — мать Коула
- Лиззи Бродвей — сестра Коула
- Мустафа Шакир — Монте Джексон
- Энтони Маки — внук Сэма
- Джон Чо — Леопард
- Себастиан Стэн — охотник за головами
- Райан Рейнольдс — Джонас
- Анна Дивер Смит — Клаудия Йатес
- Тим Блейк Нельсон — Борислов
- Тия Сиркар — Патти
- Стивен Пак — Утами
- Хумза Шабазз — Оглашающий
- Бёрн Горман — английский таксист
- Марван Кензари — Марко
- Израиль Вон — Мартин
- Виктория Кэлхер — Эдна
- Джордан Блэйр Браун — Джоан
- Зейн Шоу — покровитель Рокаока
- Стефани Вайс — Метрдотель
- Декстер Флетчер — Рауль

## Производство
Проект был анонсирован в августе 2021 года кинокомпанией Skydance Media при поддержке Apple Studios. Крис Эванс и Скарлетт Йоханссон должны были сниматься в главных ролях. Авторами сценария выступили Крис МакКенна, Эрик Соммерс, Пол Верник и Ретт Риз, а Декстер Флетчер был выбран в качестве режиссёра. В декабре 2021 года из-за конфликта в расписании Йоханссон покинула проект и её заменила Ана де Армас. В феврале 2022 года к актёрскому составу присоединился Эдриен Броуди.
Съёмки начались 14 февраля 2022 года и проходили в городах Вашингтон и Атланта до 12 мая.

## Выпуск
Выход фильма состоялся 21 апреля 2023 года на Apple TV+. По данным исследовательской группы Samba TV, «Без ответа» привлёк 328 500 зрителей за первые два дня и стал самым просматриваемым фильмом в истории Apple TV+.

## Восприятие
Фильм был встречен критиками отрицательно. На сайте-агрегаторе Rotten Tomatoes 25 % из 118 рецензий критиков являются положительными, со средней оценкой 4,2 из 10. Консенсус сайта гласит: «Бесцельно мечущийся между боевиком, комедией и романтикой, фильм „Без ответа“ так и не превращается в цельное произведение, заслуживая лишь хор неодобрения». Metacritic, использующий взвешенную среднюю оценку, присвоил фильму 34 балла из 100 на основе 29 рецензий критиков, указав на «в целом неблагоприятные» отзывы.
Бенджамин Ли из The Guardian поставил фильму одну звезду из пяти, при этом раскритиковав отсутствие химии между Эвансом и де Армас и назвал фильм «поразительно, безумно ужасной кучей всё более глупых решений, которые станут удручающим свидетельством того, насколько всё испортилось в нынешней перенасыщенной среде потокового вещания». Питер Собчински, рецензируя фильм для RogerEbert.com, тоже отметил недостаток химии между Эвансом и де Армас, а также раскритиковал режиссуру Декстера Флетчера, неблагоприятно сравнив фильм с «Правдивой ложью» (1994), «Мистер и миссис Смит» (2005) и «Рыцарь дня» (2010). Он назвал картину «утомительным примером жадности и лености, предполагающим, что если в проект вложить достаточно денег и пригласить известных актёров, никто не заметит, или, по крайней мере, не будет возражать против полной пустоты этой затеи», и поставил фильму 0,5 звезды из четырёх. Дэвид Эрлих из IndieWire дал фильму оценку «C-», отметив отсутствие приверженности к своим концепциям и идеям. По его словам, фильм «не заинтересован в чём-либо большем, чем случайные отношения со своей аудиторией, поскольку он последовательно срывает шутки или разрушает атмосферу в тот момент, когда подозревает, что вы испытываете хоть какие-то чувства».

## Награды и номинации
| Награда        | Дата церемонии | Категория             | Номинант(ы)                                           | Результат | Прим.  |
| -------------- | -------------- | --------------------- | ----------------------------------------------------- | --------- | ------ |
| Золотая малина | 9 марта 2024   | Худшая мужская роль   | Крис Эванс                                            | Номинация | [ 13 ] |
| Золотая малина | 9 марта 2024   | Худшая женская роль   | Ана де Армас                                          | Номинация | [ 13 ] |
| Золотая малина | 9 марта 2024   | Худший актёрский дуэт | Ана де Армас & Крис Эванс, провалившие экранную химию | Номинация | [ 13 ] |